# Омсукчан
Омсукча́н — посёлок городского типа в Магаданской области России. Административный центр Омсукчанского района и соответствующего ему муниципального округа.

## География
Расположен в 576 км к северо-востоку от Магадана.

## Топоним
Название происходит от эвенского Омчикчан — «небольшая топь».

## История
Образован в 1937 году с открытием в этом районе богатых месторождений полезных ископаемых (угля и золотых, серебряных и оловянных руд). Посёлок горняков и геологов. В 1951—1956 годах в посёлке размещался Омсукчанлаг.
Статус посёлка городского типа — с 1953 года. До 1954 года был центром Северо-Эвенского района, затем стал центром Омсукчанского района.

## Население
| 1959  | 1970  | 1979  | 1989  | 2002  | 2009  | 2010  |
| ----- | ----- | ----- | ----- | ----- | ----- | ----- |
| 2395  | ↗4154 | ↗7308 | ↗9873 | ↘4529 | ↘4162 | ↘4157 |
| 2011  | 2012  | 2013  | 2014  | 2015  | 2016  | 2017  |
| ↘4117 | ↘3990 | ↘3868 | ↘3800 | ↗3824 | ↘3794 | ↘3763 |
| 2018  | 2019  | 2020  | 2021  | 2023  | 2024  |       |
| ↘3758 | ↘3707 | ↗3776 | ↘3493 | ↘3376 | ↘3326 |       |

## Климат
В Омсукчане суровый субарктический климат, с длинной морозной зимой и коротким прохладным летом.
- Среднегодовая температура воздуха — −10,5 °C
- Относительная влажность воздуха — 75,8 %
- Средняя скорость ветра — 3,2 м/с

| Показатель                            | Янв.  | Фев.  | Март  | Апр.  | Май  | Июнь | Июль  | Авг. | Сен. | Окт.  | Нояб. | Дек.  | Год   |
| ------------------------------------- | ----- | ----- | ----- | ----- | ---- | ---- | ----- | ---- | ---- | ----- | ----- | ----- | ----- |
| Средняя температура, °C               | −29,6 | −28,5 | −22,1 | −12,7 | −3,3 | +8,5 | +13,4 | +9,3 | −1,5 | −11,1 | −22,8 | −29,3 | −10,5 |
| Источник: NASA. База данных RETScreen |       |       |       |       |      |      |       |      |      |       |       |       |       |

## Транспорт
В посёлке есть аэропорт со всей инфраструктурой для обслуживания вертолётов и средних самолётов. Действует авиа- (2 раза в неделю) и ежедневное автобусное сообщение с Магаданом.